# Róbinson Zapata
Róbinson Zapata (Flórida, 30 de setembro de 1978), é um futebolista Colombiano que atua como goleiro. Atualmente, joga pelo Santa Fe.

## Títulos
América de Cali
- Categoría Primera A: 2000

Cúcuta Deportivo
- Categoría Primera A: 2006

Santa Fe
- Categoría Primera A: 2014,2016
- Copa Sul-Americana: 2015
- Superliga Colombiana: 2015
- Copa Suruga Bank: 2016